# Researchgate
Researchgate (Eigenschreibweise ResearchGate) ist ein soziales Netzwerk und eine Datenbank im Internet für Forscher aus allen Bereichen der Wissenschaft, das auch als Dokumentenserver für Publikationen genutzt wird. Der Dienst, betrieben von der Researchgate GmbH mit Sitz in Berlin, wurde 2008 gestartet und hatte 2025 rund 25 Millionen Mitglieder weltweit gewonnen. Hinter der Researchgate GmbH (als Tochtergesellschaft) steht die ResearchGate Corporation aus den USA.
Wissenschaftler, die dem Netzwerk beitreten möchten, benötigen eine E-Mail-Adresse einer bekannten Forschungseinrichtung oder müssen eine wissenschaftliche Publikation nachweisen. Mitglieder des Netzwerks haben ein Nutzerprofil, auf dem sie Ergebnisse ihrer Forschung, inklusive Fachartikel, Forschungsdaten, Buchkapitel, negative Ergebnisse, Patente, Forschungsvorhaben, Methoden, Präsentationen und Quelltext für Computerprogramme zeigen können. Mitglieder können anderen Mitgliedern folgen und mit ihnen in Kontakt treten. Umfragen der Magazine Nature und Times Higher Education zufolge ist Researchgate das aktivste akademische Netzwerk seiner Art.

## Geschichte
Gegründet wurde Researchgate am 4. April 2008 vom Virologen und Informatiker Ijad Madisch gemeinsam mit dem Arzt Sören Hofmayer und dem Informatiker Horst Fickenscher. Madisch ist weiterhin als CEO des Unternehmens tätig. Im August 2018 wurde Madisch in den neu gegründeten 10-köpfigen Digitalrat der deutschen Bundesregierung berufen.
Das Netzwerk wurde in Boston (Massachusetts, USA) gegründet und verlegte im Jahr 2010 seinen Hauptsitz nach Berlin (Deutschland).

Älteres Logo

Im September 2010 stiegen mit Benchmark Capital, dem Finanzier von eBay, AOL und Twitter, sowie Accel Partners (Facebook) zwei Risikokapitalgeber aus Silicon Valley mit mehreren Millionen US-Dollar in das deutsche Startup ein. Benchmark-Partner Matt Cohler wurde Mitglied des Aufsichtsrats und war an der Entscheidung zum Umzug nach Berlin beteiligt. Einem Bericht der New York Times zufolge hatte das Netzwerk anfänglich nur wenige Funktionen und entwickelte sich basierend auf dem Feedback der Nutzer weiter.
In einer zweiten Finanzierungsrunde beteiligte sich 2012 das Risikokapitalunternehmen Founders Fund unter der Führung von Peter Thiel an Researchgate. Im Juni 2013 schloss das Berliner Startup-Unternehmen mit insgesamt 35 Millionen Dollar seine dritte Finanzierungsrunde ab, an der unter anderem Bill Gates beteiligt war.
2020 beteiligte sich mit COI Partners ein deutscher Private-Equity-Investor aus Frankfurt an Researchgate.
Laut Madisch ist der Fokus der Geschäftsstrategie des Unternehmens auf das Nutzerverhalten abgestimmte Werbung.
Zumindest bis 2016 war die Geschäftstätigkeit des Unternehmens nicht profitabel; der Jahresverlust stieg für das Jahr 2016 auf 10,7 Millionen Euro.
Researchgate gewann den Deutschen Unternehmerpreis 2012 in der Kategorie Startup, der von den Harvard Clubs of Germany verliehen wird. Das Nachrichtenmagazin Focus verlieh Researchgate 2014 die Auszeichnung Digital Innovation of the Year. 2014 gewann Researchgate den Deutschen Gründerpreis in der Kategorie Sonderpreis.

## Unternehmen

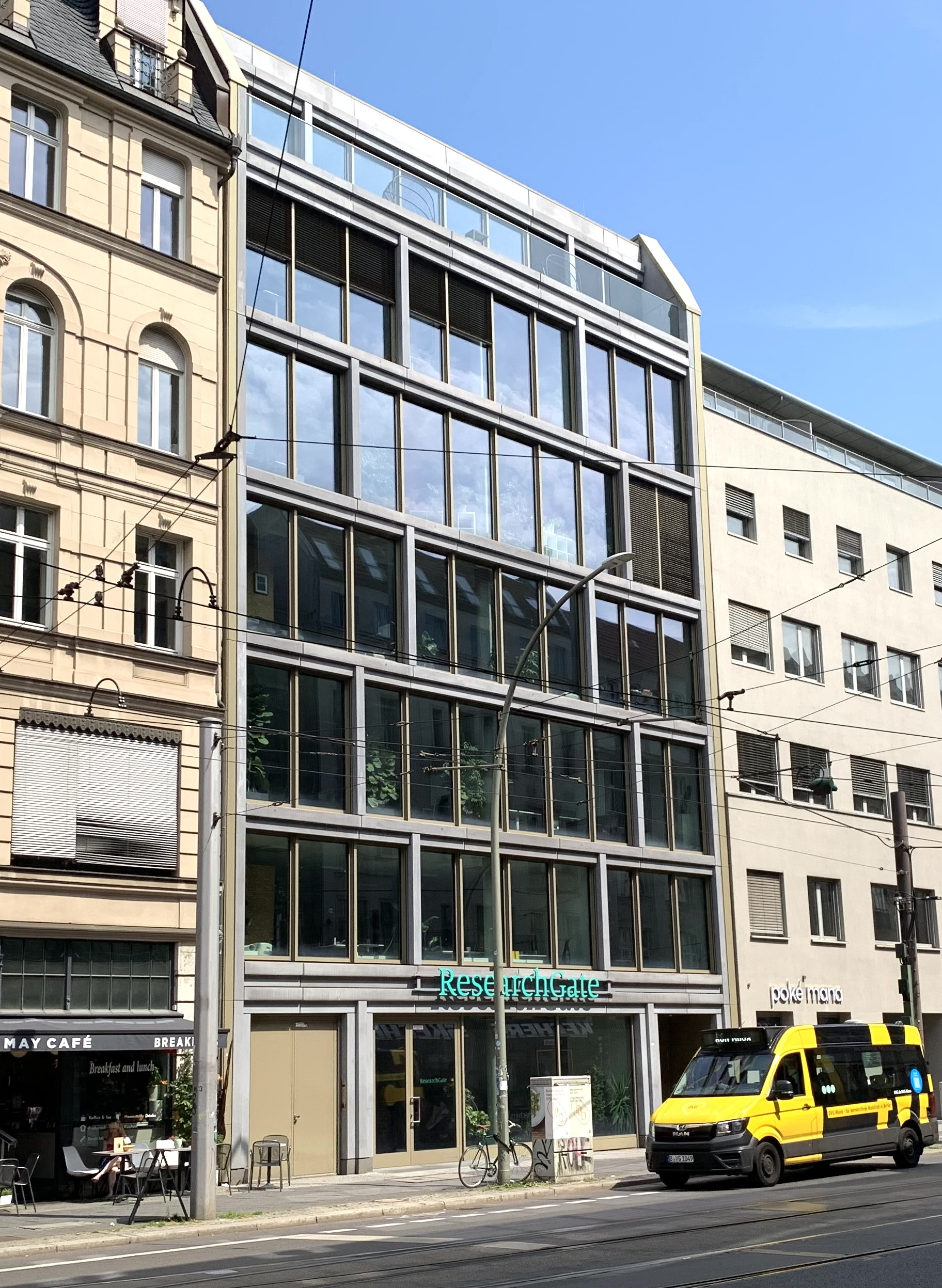
Sitz der Researchgate GmbH in Berlin

Umsatz:
- 2015: 2,9 Millionen Euro
- 2016: 4,9 Millionen Euro
- 2017: 10,2 Millionen Euro
- 2021: 20,0 Millionen Euro[21]

### Partnerschaften
Im Jahr 2019 vereinbarten das Medienunternehmen Springer Nature und Researchgate eine Partnerschaft.

## Nutzung
Wissenschaftsorganisationen und -institutionen, darunter die International Academy of Life Sciences, die European Science Foundation und die Gesellschaft für Virologie, nutzen Researchgate als Plattform für die Kommunikation zwischen Mitgliedern und Teilnehmern. Bekanntester deutscher Kunde ist die Max-Planck-Gesellschaft, die mit Hilfe von Researchgate ein internes Netzwerk betreibt.
Im Jahr 2016 hatte Researchgate 10 Millionen Nutzer. Die meisten von ihnen stammen aus Europa und Nordamerika. Die am häufigsten vertretenen Disziplinen sind Medizin und Biologie, das Netzwerk hat aber auch Mitglieder aus den Ingenieurwissenschaften, der Informatik, den Agrarwissenschaften und der Psychologie. Researchgate verlangt keine Peer-Review und keine Gebühren für die Publikation von Inhalten.

## Funktionen
Im professionellen Netzwerk können Nutzer publizieren, Fachartikel hochladen und teilen, sich zu Forschungsfragen austauschen und Forschungspartner finden. Wissenschaftler können zudem auf der Seite Rohdaten, Fachartikel und Daten zu „misslungenen“ Experimenten veröffentlichen, um eine unnötige Wiederholung von Fehlern in der Forschung zu vermeiden. 2012 waren rund 10 Millionen Volltexte von Fachartikeln und 40 Millionen Kurzfassungen (englisch abstracts) über die Plattform verfügbar.
Wissenschaftler folgen ihren Interessengebieten, Publikationen und anderen Mitgliedern und werden so über für sie relevante Inhalte informiert. Researchgate indiziert von Mitgliedern veröffentlichte Informationen auf ihren Profilen und macht Vorschläge, welchen Wissenschaftlern, Publikationen und Interessensgebieten sie folgen könnten. Ein Blog-Feature erlaubt die Rezension bereits erschienener Fachartikel. Wenn ein Wissenschaftler eine Frage stellt, wird diese an Mitglieder weitergeleitet, die auf ihrem Profil Expertise im relevanten Fachgebiet angegeben haben. Die Seite hat auch eine private Nachrichtenfunktion, über die Wissenschaftler Forschungsdaten austauschen können, gemeinsam an Dokumenten arbeiten und vertrauliche Themen besprechen können. In einer Jobbörse finden Nutzer internationale Stellenangebote aus dem Bereich Forschung und Wissenschaft.
Eine von Researchgate selbst ermittelte bibliometrische Kennzahl zur Messung wissenschaftlicher Reputation, der RG Score, soll Wissenschaftlern helfen, in Echtzeit und für Veröffentlichungen Resonanz zu erhalten. Das System soll ihnen ermöglichen, sich auch unabhängig von der Veröffentlichungstätigkeit in wissenschaftlichen Fachpublikationen einen Namen zu machen. Die Metrik wurde als vergleichbar mit existierenden bibliometrischen Maßzahlen befunden, jedoch für ihre fragliche Zuverlässigkeit und zweifelhafte Berechnungsmethode kritisiert.
Technisch setzt Researchgate auf den Publikationsseiten auf den offenen Standard COinS.

## Rezeption
In einer 2014 in Nature erschienenen Umfrage war das Netzwerk 88 Prozent der Befragten bekannt. Davon nutzen nach eigenen Angaben 10 Prozent der Nutzer die Seite, wenn sie kontaktiert wurden, und 40 Prozent antworteten, für den wissenschaftlichen Austausch den Mikrobloggingdienst Twitter zu bevorzugen. Researchgate wurde von der Hälfte der Befragten regelmäßig besucht und war damit nach dem Literatursuchdienst Google Scholar die zweitmeistgenutzte Seite. 29 Prozent der regulären Besucher hatten sich im vorherigen Jahr angemeldet und 35 Prozent der Befragten hatten eine Einladung per E-Mail erhalten.
In einer 2016 vom Magazin Times Higher Education durchgeführten Umfrage mit 20.670 Teilnehmern weltweit wurde Researchgate als das führende Netzwerk genannt und war damit doppelt so populär wie das zweitmeistgenutzte akademische Netzwerk Academia.edu: 61 Prozent der Befragten mit mindestens einer veröffentlichten wissenschaftlichen Publikation gaben an, ein Researchgate-Profil zu haben. Einer anderen Studie zufolge nutzten die meisten Wissenschaftler das Netzwerk nicht, um Fragen und Antworten zu posten, sondern als einen Online-Lebenslauf.

## Kritik

### Metriken
Researchgate publiziert eine eigene bibliometrische Kennzahl, genannt RG-Score. Die genaue Formel ist nicht dokumentiert und hat sich im Laufe der Zeit mehrmals geändert. Neben dem klassischen Impact Factor geht hier aber auch (siehe Gamification) die Aktivität eines Nutzers auf der Plattform ein. Jedoch wird die RG-Score als „nicht aussagekräftig“ und „nicht objektiv“ kritisiert. In der oben genannten Studie der Kennesaw State University, die vorwiegend im Jahr 2013 durchgeführt wurde, erreichte ein „schlafender“ Account ohne Aktivität des Inhabers einen RG-Score von 45,70 und lag damit in der 97-%-Quantile der Plattform. Forscher der University of Wolverhampton haben die Korrelation von RG-Score und anderen Bibliometrien anhand des Hochschulrankings untersucht. Während das Ranking basierend auf dem RG-Score positiv mit den anderen Rankings korreliert war (deutlich unter 0,5, meist etwa 0,3; also keineswegs zufällig), sind die anderen Rankings mit meist über 0,5 bis über 0,7 untereinander deutlich stärker korreliert. Auch die für den RG-Score verwendeten „Impact Points“ – eine Aggregation des Impact Factors – waren stärker mit den etablierten Rankings korreliert (+0,1 bis +0,3 stärker), während der RG-Score den stärksten Zusammenhang (0,970) mit den RG views aufweist (einer Kennzahl, wie oft die Metadaten der Artikel aufgerufen werden).
Im Jahr 2016 wurde die Kennzahl Impact points durch die Veröffentlichung des h-Indexes abgelöst.

### Urheberrecht
Laden Forscher, wie von der Plattform vorgeschlagen, ihre Publikationen hoch, verletzen sie unter Umständen Nutzungsrechte des Verlags, in dem die Publikation ursprünglich veröffentlicht wurde. Researchgate empfiehlt das Hochladen, ohne auf derartige Probleme hinzuweisen. Der Standpunkt von Researchgate ist, dass viele Verlage die Eigenpublikation von Artikeln (ggf. aber nur von Vorabversionen) auf der persönlichen Website eines Autors erlauben, und das Researchgate-Profil eine solche persönliche Homepage darstelle.
Einer Studie im Fachjournal Scientometrics von Hamid R. Jamali aus dem Jahr 2017 ergab, dass bei einer Stichprobe von 500 als Volltext auf Researchgate veröffentlichten Artikeln 21,6 % als Open Access veröffentlicht worden waren. Bei den verbleibenden 392 Artikeln wurden bei 51,3 % Verstöße gegen das Urheberrecht festgestellt.
2017 reichten die American Chemical Society (ACS) und der Verlag Elsevier Klage wegen Urheberrechtsverletzungen vor dem Landgericht München gegen ResearchGate ein. Am 2. Oktober 2018 reichten der Verlag Elsevier zusammen mit der ACS eine zweite Klage gegen Researchgate in den USA ein. Die Organisationen und Unternehmen ACS, Elsevier und 13 weitere treten seit 2017 zusammen als Teil der Coalition for Responsible Sharing (CfRS) auf. In einer Pressemitteilung des Landgericht München I, wurde „mit Urteil vom 31.01.2022 den Betreibern der Plattform das Zugänglichmachen verlagsgebundener Fachartikel über die Internetplattform untersagt (Az. 21 O 14450/17).“ Beide Parteien legten Einspruch gegen die Entscheidung ein. Am 15. September geben ResearchGate, Elsevier und ACS bekannt, dass sie die Klage sowohl in Deutschland als auch in USA beigelegt haben.
Im September 2021 wurde ResearchGate abermals gebeten, Dokumente zu entfernen. ResearchGate entfernte deshalb ca. 200.000 Dateien (Publikationen) und spricht von einer offeneren Zusammenarbeit mit den Unternehmen Wiley und Springer Nature in Bezug auf die Zukunft des wissenschaftlichen Publizierens.